# 10021 Henja
10021 Henja (1979 QC1) là một tiểu hành tinh vành đai chính được phát hiện ngày 22 tháng 8 năm 1979 bởi Claes-Ingvar Lagerkvist ở Đài thiên văn Nam Âu. Nó được đặt theo tên Karin Henja, a famous Swedish crossword compiler.